# Août 1928

## Événements
- 3 - 11 aout : le 20e congrès mondial d’espéranto a lieu à Anvers.
- 4 août : Grand Prix automobile de Pescara.
- 19 août : Eleftherios Venizelos, revenu au pouvoir, tente de stabiliser la Grèce (1928-1932).
- 25 août : Ahmed Zogu, jusqu’alors président de la République Albanaise, déclare la monarchie en Albanie et gouverne sous le nom du roi Zog Ier à partir du 1er septembre.
- 27 août : le pacte Briand-Kellogg signé à Paris par 15 pays, parmi lesquels tous les grands États, y compris les États-Unis et l'empire du Japon. Ce pacte condamne le recours à la guerre et prévoit de « mettre la guerre hors-la-loi ».

## Naissances
- 1er août : Charles Gonthier, juge canadien († 16 juillet 2009).
- 3 août : Lang Dulay, tisserande t'boli.
- 4 août :
  - Flóra Kádár, actrice hongroise († 3 janvier 2003).
  - Udham Singh, joueur indien de hockey sur gazon († 23 mars 2000).
- 5 août : Heward Grafftey, avocat et homme politique canadien († 11 février 2010).
- 6 août : Andy Warhol artiste américain († 22 février 1987).
- 7 août : James Randi, illusionniste canadien († 20 octobre 2020).
- 9 août : Martin Greenfield, maître tailleur américain († 20 mars 2024).
- 11 août : Amulette Garneau, comédienne canadienne († 7 novembre 2008).
- 14 août : Lina Wertmüller, scénariste et réalisatrice de cinéma italienne d'origine suisse († 9 décembre 2021).
- 17 août : Thomas Jefferson Anderson, compositeur et professeur de musique américain
- 21 août : Art Farmer, trompettiste de jazz américain († 4 octobre 1999).
- 22 août : Karlheinz Stockhausen, compositeur allemand († 5 décembre 2007).
- 23 août : John Lupton, acteur américain († 3 novembre 1993).
- 25 août : Herbert Kroemer, physicien allemand († 8 mars 2024).
- 26 août : Naïm Kattan, écrivain québécois d'origine juive irakienne († 2 juillet 2021).
- 27 août : 
  - Mangosuthu Buthelezi, homme politique sud-africain († 9 septembre 2023).
  - Ryūzō Yanagimachi, biologiste et professeur d'université américano-japonais († 27 septembre 2023).
- 28 août : Kenny Drew, pianiste de jazz américain († 4 août 1993).
- 30 août : Alain Rey, linguiste et lexicographe français († 28 octobre 2020).
- 31 août :
  - James Coburn, acteur américain († 18 novembre 2002).
  - Jaime Sin, cardinal philippin, archevêque de Manille († 21 juin 2005).

## Décès
- 8 août : Antonín Sova, poète tchèque.
- 12 août : Leoš Janáček, compositeur tchèque.
- 30 août : Wilhelm Wien, physicien allemand, Prix Nobel 1911. (° 1864).